# Richard Langer

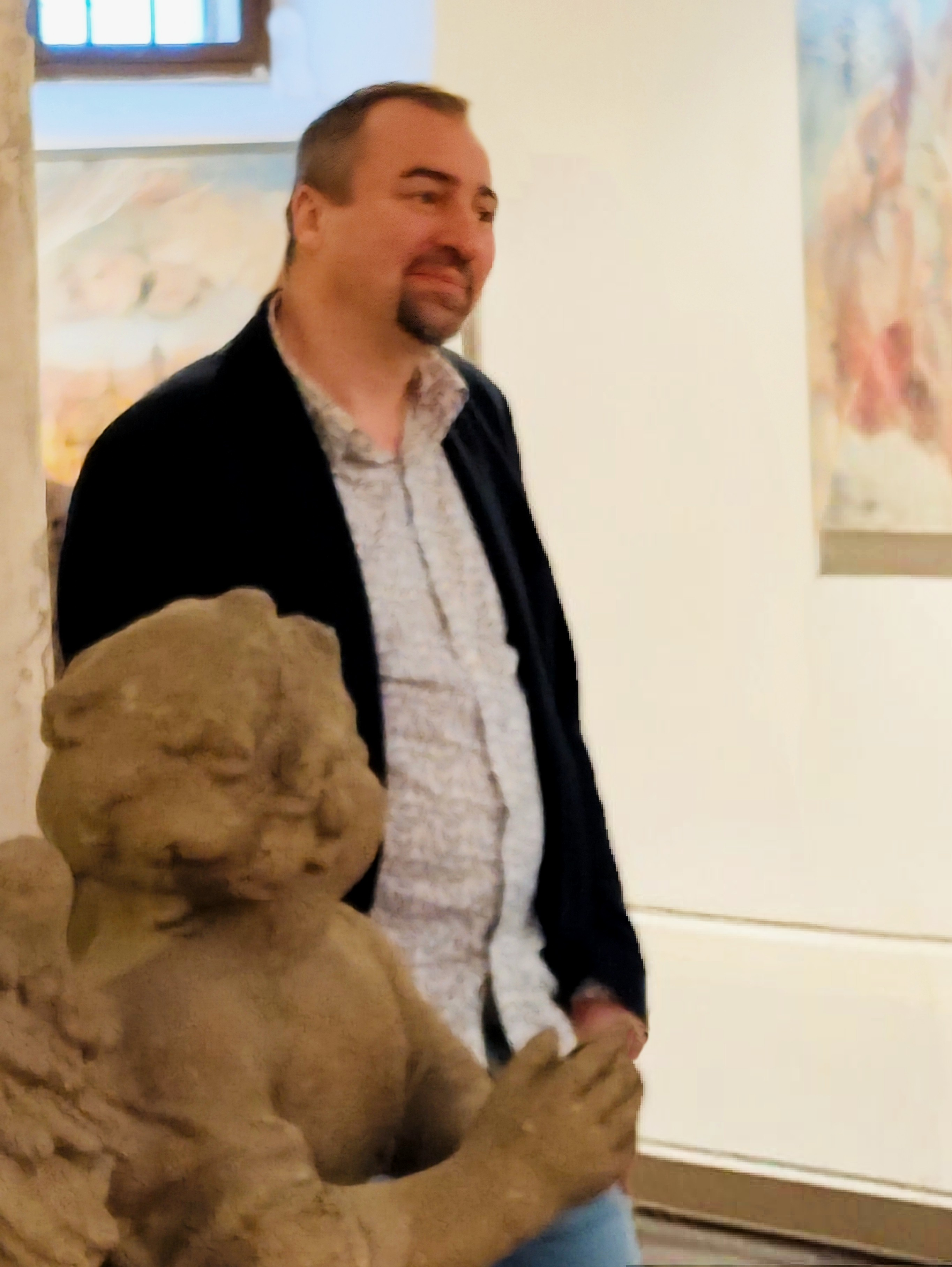
Jeho zeť Martin Vavrys (duben 2025)

Richard Langer (* 1968, Sokolov) je český televizní a rozhlasový moderátor, autor kulturních projektů, producent, moderátor vlastních kulturních akcí a akcí na zakázku, autor (zakladatel) a organizátor projektu cena Ď.

## Život
Richard Langer se narodil v roce 1968 v Sokolově. Absolvoval průmyslovou školu.
V mladém věku se věnoval amatérským iluzionistickým vystoupením k nimž jej přivedl jeho otec. V roce 1977 se jako devítiletý účastnil mistrovství republiky v moderní magii v Prešově na Slovensku, kde předvedl poměrně obtížný manipulační Chicago trik (anglický název Multiplying balls) spočívající v mizení, objevování a množení kuliček (míčků) mezi prsty kouzelníka. Později vystupoval na různých místech (Magiáles Šari-Vari, mistrovství republiky, mezinárodní soutěž Stříbrný prsten) a také na několika soutěžích v zahraničí. Moderní magií se zabýval od 6 do 21 let, asi 6 měsíců se v Mariánských Lázních profesí iluzionisty i živil. To byly zkušenosti z mládí, během nichž se naučil komunikovat s lidmi.
Richardova dcera Markéta Langerová (* 1995) se 11. června 2022 v Praze vdala za uměleckého designera, malíře a sochaře Martina Vavryse. Richard Langer má vnuka Adama a vnučku Amálii.

### Moderátorská činnost
Richard Langer působí jako moderátor vlastních kulturních akcí i akcí na zakázku. Pro Českou televizi moderoval (v roce 2006) pořad nazvaný „Čétéčko", který uváděl každou neděli vpodvečer společně se svou ženou Jitkou Langerovou a dcerou Markétou Langerovou. Na plzeňské kabelové televizi moderoval bývalou reality show Neohlášená návštěva. Celkem moderoval přes 300 televizních pořadů, z toho přibližně 150 pro Českou televizi a 70 pro Televizi Public (ta fungovala od 11. července 2007 až do 1. června 2011).
V listopadu 2009 podal Langer abnormální moderátorský výkon, když nepřetržitě moderoval 40 hodin trvající talkshow. Tato akce se uskutečnila v historické pražské Trmalově vile postavené v letech 1902 až 1903 architektem Janem Kotěrou, kde si Richard Langer povídal s téměř stovkou hostů z různých oborů lidské činnosti od showbyznysu až k lékařství. Celá recesistická akce byla rozčleněna do 40 hodinových bloků, na konci každého z nich byla krátká 7 minut trvající přestávka pro moderátora i pro přihlížející diváky, mezi nimiž nechyběla ani jeho manželka, dcera a Richardův otec. Výkon byl zapsán pelhřimovskou agenturou Dobrý den, která registruje v ČR oblast rekordů a kuriozit, do Guinessovy knihy rekordů. Tento druhý moderátorský experiment navázal na jeho předchozí výkon z roku 2005, kdy moderoval 24hodinovou živou talkshow v pražském hotelu Jalta na Václavském náměstí. (V době vystoupení si stačil dopřát jen pár minut dřímoty.)

### Produkční činnost
Richard Langer se jako producent zaměřuje na organizaci různých mnohdy charitativně zaměřených kulturních a společenských akcí. V této oblasti spolupracoval a spolupracuje s různými společnostmi (například ČSOB, Panasonic, Královský pivovar Krušovice, Pivovar Chodovar a další), sem spadá i ceremonie v Národním divadle pro ceny Ď anebo ceremonie v Trojském zámku pro ceny Bílý slon. Moderátorsky a organizačně se angažoval v akcích jako například Mezinárodní filmový festival Zlín či Filmový a televizní festival Oty Hofmana. Richard Langer je též vydavatel (po roce 2014 zaniklého) nebulvárního internetového magazínu Revue Richard.

### Počátkyceny Ď
Po sametové revoluci založil Richard Langer na začátku roku 1990 autorské divadlo Naši přátelé, které provozoval až do konce roku 1996. Nápad založit obchodně–kulturní klub s názvem Mecenáš klub dostal Langer na Silvestra 1996 a tento projekt vznikl v roce 1997. Klub byl zaměřen na to, aby sdružoval zajímavé osobnosti a inspiroval je i firmy k mecenášství. Klub vydával svoje periodikum Zpravodaj Mecenáš klubu a dva roky propagoval svoji činnost i záměry ve vysílání Radia Vox v pravidelném pořadu Chvilka s Mecenáš klubem. Za dobu své čtyřleté existence uskutečnil Mecenáš klub asi 120 různých kulturně–společenských akcí. V červnu 2000 se na mořské dovolené zrodil nápad na transformaci Mecenáš klubu na cenu mecenášům – nový projekt nazvaný cena Ď.